# Stegodyphus
Lo Stegodyphus è un genere di ragni descritto per la prima volta da Eugène Simon nel 1873. Le specie appartenenti a questo genere sono per lo più distribuite in Africa, in Europa e in Asia, con particolare presenza attorno al bacino mediterraneo, con una specie (Stegodyphus manaus) presente in Brasile. Il nome deriva dal greco antico στέγω (stegos), che significa "coperto", facendo referenza all'aspetto esterno delle specie che compongono il genere, particolarmente ricchi di peli sensoriali conosciuti come setae.
Almeno tre specie sono ragni sociali, con presenza di comportamenti come la matrifagia, e alcune sono note per l'uso del volo come metodo di dispersione della prole.

## Specie
Il genere contiene un totale di venti specie:
- Stegodyphus africanus Blackwall, 1866
- Stegodyphus bicolor O. Pickard-Cambridge, 1869
- Stegodyphus dufouri Audouin, 1826
- Stegodyphus dumicola Pocock, 1898
- Stegodyphus hildebrandti Karsch, 1878
- Stegodyphus hisarensis Arora & Monga, 1992
- Stegodyphus lineatus Latreille, 1817
- Stegodyphus lineifrons Pocock, 1898
- Stegodyphus manaus Kraus & Kraus, 1992
- Stegodyphus manicatus Simon, 1876
- Stegodyphus mimosarum Pavesi, 1883
- Stegodyphus mirandus Pocock, 1899
- Stegodyphus nathistmus Kraus & Kraus, 1989
- Stegodyphus pacificus Pocock, 1900
- Stegodyphus sabulosus Tullgren, 1910
- Stegodyphus sarasinorum Karsch, 1892
- Stegodyphus simplicifrons Simon, 1906
- Stegodyphus tentoriicola Purcell, 1904
- Stegodyphus tibialis O. Pickard-Cambridge, 1869
- Stegodyphus tingelin Kraus & Kraus, 1989